# Mistrzostwa Polski w Boksie 1924

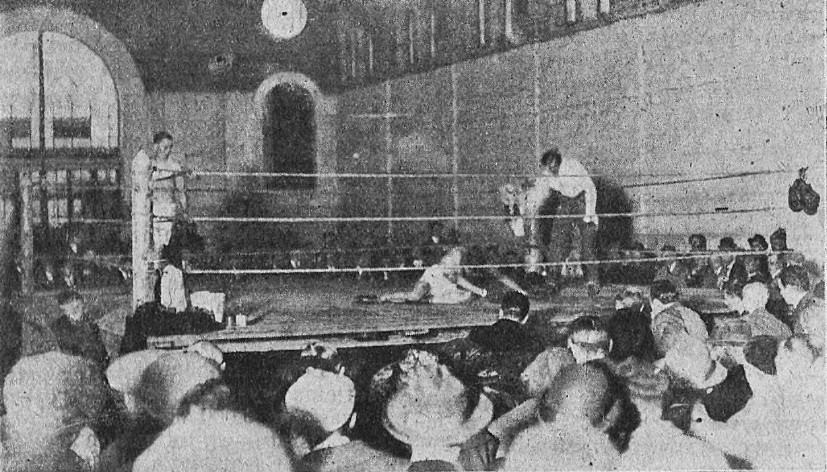
Kazimierz Świtek nokautuje Doliniaka (Poznań) podczas MP 1924

1. Mistrzostwa Polski w boksie mężczyzn odbyły się w dniach 23 i 24 kwietnia 1924 roku w Poznaniu oraz 3 i 4 maja 1924 roku w Warszawie.
W Poznaniu zawodnicy walczyli o tytuł mistrza Polski w wagach muszej, koguciej, piórkowej i ciężkiej, a w Warszawie w wagach lekkiej, półśredniej, średniej i półciężkiej. W sumie wystąpiło 23 bokserów (w wagach muszej, koguciej i piórkowej po trzech, w wadze lekkiej pięciu, w półśredniej dwóch, w średniej trzech, w półciężkiej i ciężkiej po dwóch)

## Medaliści
| Kategoria:                    | Złoto:                              | Srebro:                           | Brąz:                                                          |
| waga musza (do 50,8 kg)       | Mieczysław Neumann (Zbyszko Poznań) | Mieczysław Ciężki (WKB Poznań)    | Antoni Szepke (WKB Poznań)                                     |
| waga kogucia (do 53,5 kg)     | Władysław Menka (WKB Poznań)        | Zygmunt Smolak                    | Józef Przepiórka (WKB Poznań)                                  |
| waga piórkowa (do 57,2 kg)    | Jan Gotowała (KKB Inowrocław)       | Edward Janusz (WKB Poznań)        | Zygmunt Szymański (WKB Poznań)                                 |
| waga lekka (do 61,2 kg)       | Kazimierz Świtek (KKB Inowrocław)   | Antoni Snopek (KKB Inowrocław)    | Edmund Dolniak (Zbyszko Poznań) Wacław Kolasiński (WKB Poznań) |
| waga półśrednia (do 66,7 kg)  | Jan Ertmański (WKB Poznań)          | Jan Palacz (Zbyszko Poznań)       |                                                                |
| waga średnia (do 72,6 kg)     | Leon Kuczkowski (Zbyszko Poznań)    | Władysław Zakrzewski (AZS Kraków) | Edwin Cywiński (KKB Inowrocław)                                |
| waga półciężka (do 79,4 kg)   | Jan Gerbich (ŁKB Łódź)              | Eugeniusz Nowak (ŁKB Łódź)        |                                                                |
| waga ciężka (powyżej 79,4 kg) | Tomasz Konarzewski (ŁKB Łódź)       | Zygmunt Radziejowski (WKB Poznań) |                                                                |